# Hayabusa (Shinkansen)
Pour les articles homonymes, voir Hayabusa.
Le Hayabusa (はやぶさ) est le nom d'un service de train à grande vitesse japonais du réseau Shinkansen développé par la JR East et la JR Hokkaido sur les lignes Shinkansen Tōhoku et Hokkaidō. Son nom signifie faucon pèlerin en japonais.

## Gares desservies
Mis en place pour le prolongement de la ligne Shinkansen Tōhoku à Shin-Aomori le 5 mars 2011, ce service relie les gares de Tokyo et Shin-Hakodate-Hokuto.
| Nom des gares        |
| -------------------- |
| Tokyo                |
| Ueno*                |
| Ōmiya                |
| Sendai               |
| Furukawa*            |
| Kurikoma-Kōgen*      |
| Ichinoseki*          |
| Mizusawa-Esashi*     |
| Kitakami*            |
| Shin-Hanamaki*       |
| Morioka              |
| Iwate-Numakunai*     |
| Ninohe*              |
| Hachinohe*           |
| Shichinohe-Towada*   |
| Shin-Aomori          |
| Okutsugaru-Imabetsu* |
| Kikonai*             |
| Shin-Hakodate-Hokuto |

Les gares marquées d'un astérisque ne sont pas desservies par tous les trains.

## Matériel roulant
Les services Hayabusa sont effectués par les Shinkansen E5 et H5.

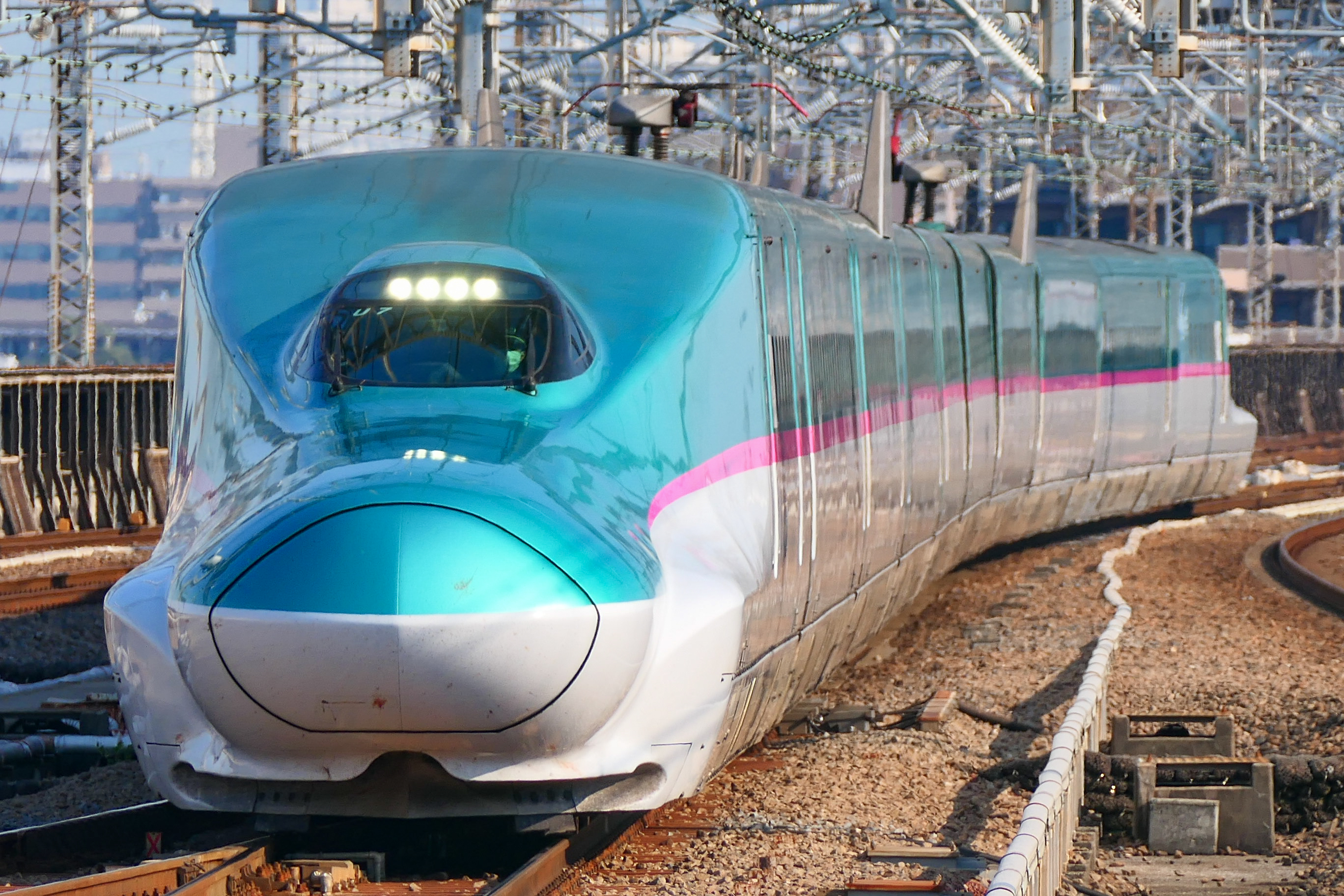
Shinkansen série E5
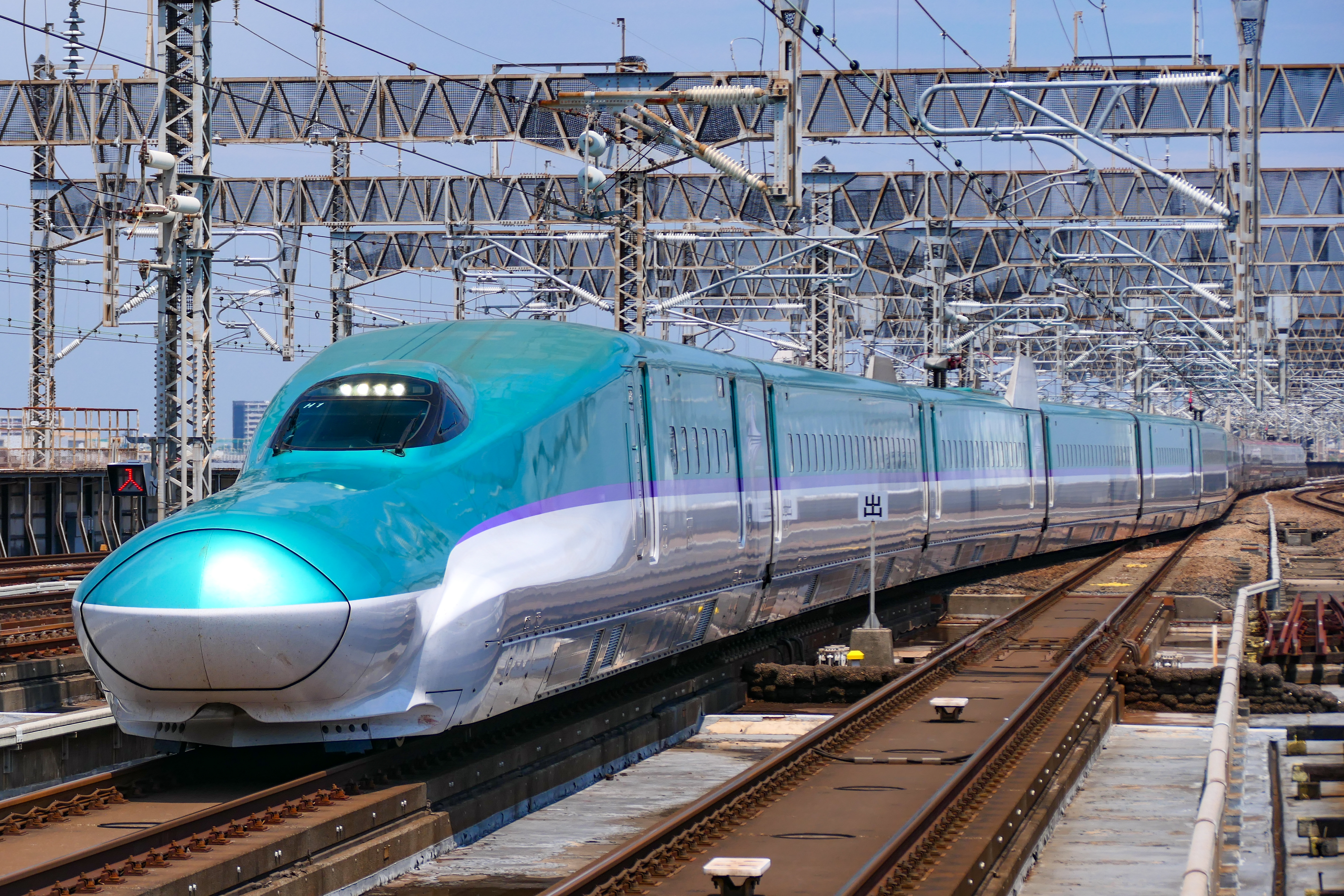
Shinkansen série H5